# Basket Team Crema
Il Basket Team Crema è la principale squadra di pallacanestro femminile di Crema.
Ha partecipato a 15 stagioni in A2 e una stagione in A1. Dal 2018 al 2022 ha vinto cinque Coppe Italia di Serie A2 consecutive.
Dalla stagione 2025-2026 milita nella serie Serie B.

## Storia

### Dalla fondazione alla promozione in A2

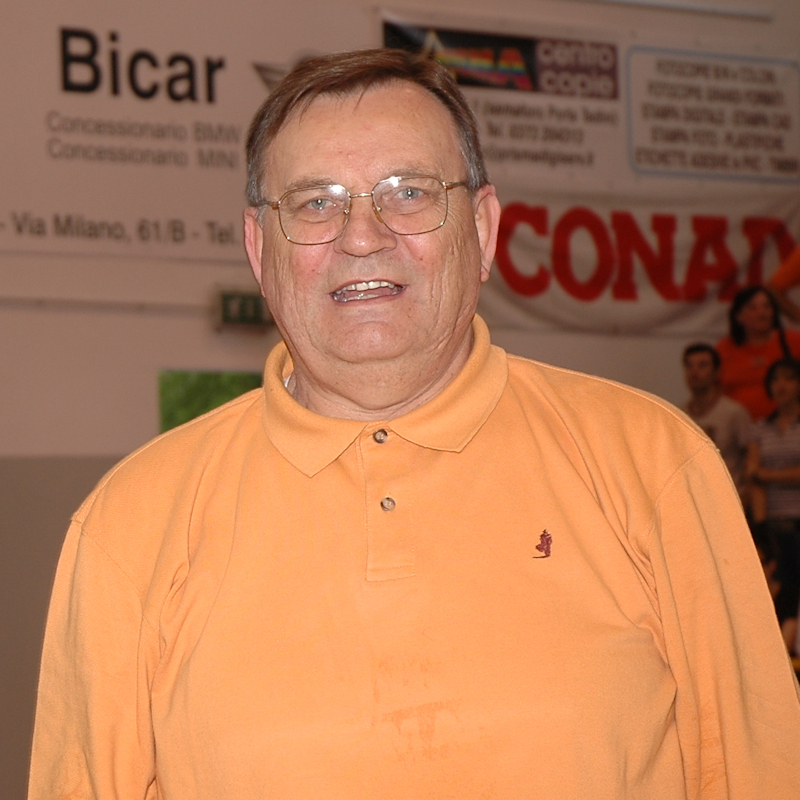
Giuseppe Spinelli, presidente dal 1992 al 2014

La società Basket Team Crema è nata nel 1989 su iniziativa di alcuni genitori ed ex dirigenti della Saab, disciolta società cremasca protagonista negli anni settanta, con l'obbiettivo di riportare il basket femminile cittadino ai massimi livelli nazionali.
Dalla stagione 1989-90 a quella 1991-92 la società partecipava solo a campionati giovanili prima di iscriversi al campionato "senior" di Promozione nella stagione 1992-93. Da qui l'inizio di una ascesa che nel corso degli anni ha portato la formazione cremasca alla conquista nella stagione 1997-98 della Serie C, quindi la Serie B nel 1999-2000 e la Serie A2 al termine del campionato 2005-06. Obbiettivo raggiunto al termine di tre stagioni nelle quali la squadra aveva sempre conseguito l'accesso ai play-off, tra i quali la finalissima persa contro Treviso dopo aver dominato la "regular season" della stagione 2004-05 precedente a quella culminata con la sua prima promozione.

### Il primo ciclo in A2 e la retrocessione in B

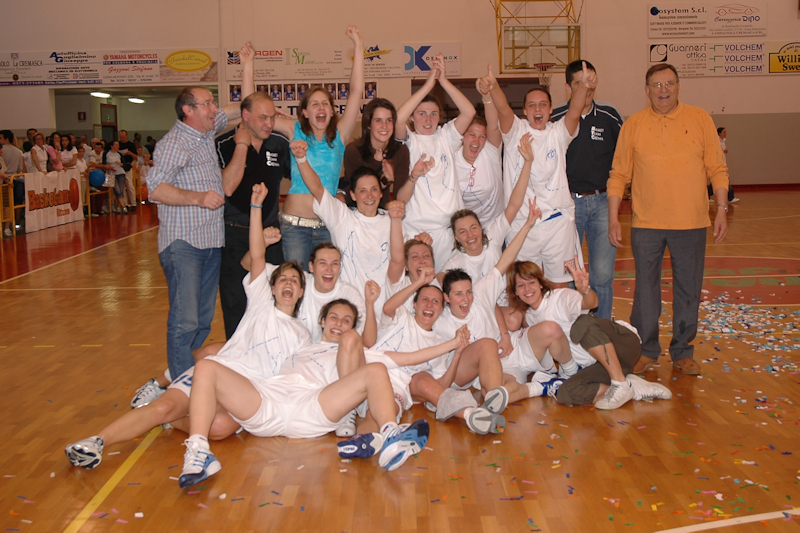
La squadra della stagione 2005/2006, nella serata della storica promozione in serie A2

In Serie A2 la squadra ha spesso acquisito il diritto, al termine della stagione regolare, a giocare i playoff; uno tra i primi risultati in questa serie lo otteneva nella stagione 2007/2008 quando raggiungeva la finale per la promozione in A1, sconfitta per 2 gare a 1 dalla Geas Sesto San Giovanni.
Il Basket Team Crema ha giocato nella Serie A2 fino alla stagione 2010-11 al termine della quale, una volta terminati i play-out, la squadra retrocedeva nella serie Serie B d'Eccellenza femminile.
Nella stagione successiva la squadra si qualificava per la fase finale del torneo di Coppa Italia di Serie B giungendo al 4º posto. Al termine della stagione accedeva ai play-off vincendo la prima fase, quindi la doppia finale andata-ritorno che le permetteva il ritorno in A2.

### Il secondo ciclo in A2, fino alla promozione in A1
Un'altra promozione nella massima serie veniva sfiorata al termine della stagione 2015/2016, quando la squadra perse 2 gare 1 contro la Cestistica Spezzina.
Dopo la stagione regolare 2021-2022 giungeva al primo posto senza subire sconfitte acquisendo il diritto a giocare i play-off al termine dei quali conquistava la sua prima storica promozione in serie A1.
La sua prima stagione in A1 vedeva la squadra classificarsi all'ottavo posto acquisendo il diritto a partecipare ai play off persi ai quarti di finale contro la Virtus Bologna per 2 gare a 0.
Nonostante il diritto acquisito sul campo a rimanere in serie A1, la società tra i mesi di giugno e luglio 2023 valutava e comunicava la rinuncia per l'impossibilità ad affrontare gli alti costi economici necessari per partecipare nuovamente alla massima serie del campionato femminile e annunciando la volontà di ripartire con un nuovo ciclo storico cedendo, quindi, il titolo sportivo alla neo costituita OBG Roma Basket; nel mese di settembre la domanda di ammissione alla serie C regionale veniva accettata.

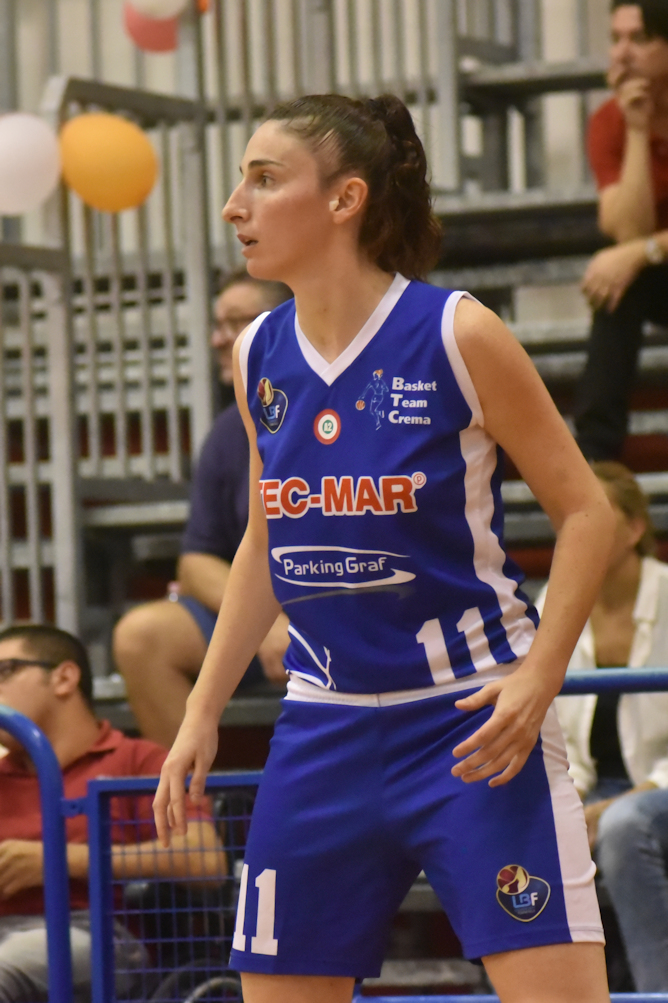
Paola Caccialanza, storico capitano della squadra fino alla stagione 2022-2023, eletta mvp della stagione 2022/2022, girone nord di serie A2.
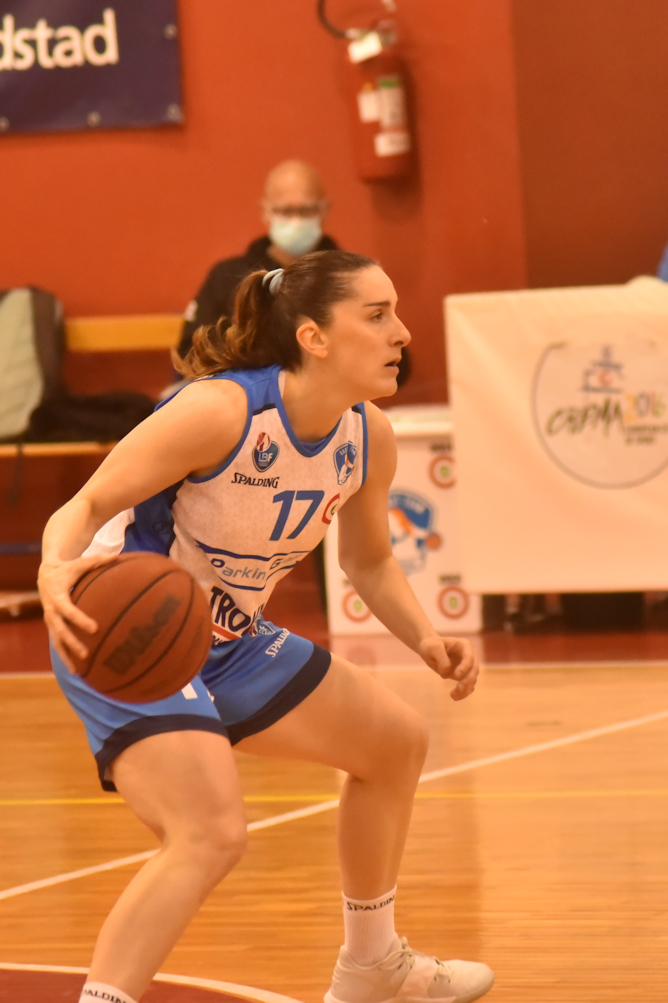
Norma Rizzi, si è formata nelle squadre giovanili e ha giocato nel Basket Team Crema fino alla stagione 2022-2023.
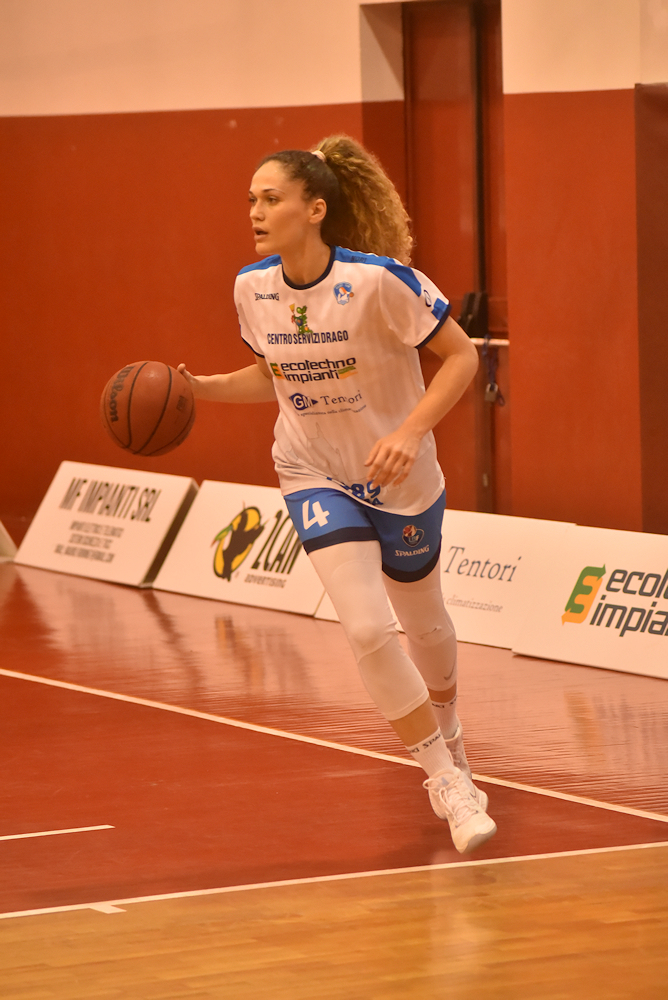
Alice Nori, eletta mvp della stagione 2020/2021, girone nord di serie A2.
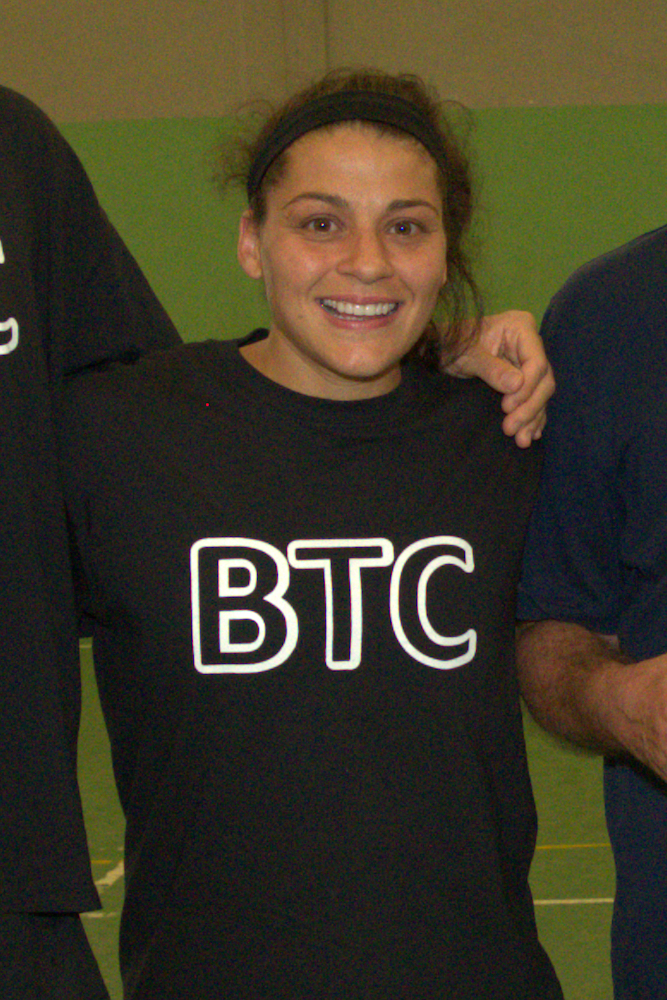
Rae Lin D'Alie, ha partecipato ai giochi della XXXII Olimpiade.

## Titoli individuali
Nel mese di settembre 2021 la Lega Basket Femminile comunicava l'assegnazione del premio di mvp della serie A2 girone nord, stagione 2020/2021 all'atleta Alice Nori. 
Stesso riconoscimento veniva conferito nel mese di settembre 2022 a Paola Caccialanza con riferimento alla serie A2 girone nord, stagione 2021/2022.

## Atlete in nazionale
Mentre erano sotto contratto con il Basket Team Crema le seguenti atlete sono state convocate in rappresentative nazionali: Marianna Aschedamini (Nazionale Under-18, 1999), Daniela Doldi (Nazionale Under-20, 2001), Gilda Cerri (Nazionale Under-20, 2010), Francesca Parmesani (Nazionale Under-20, 2018), Giulia Togliani (Nazionale Under 20, 2018), Rae Lin D'Alie (Nazionale pallacanestro 3x3, 2021 e 2022), Francesca Leonardi (Nazionale Under-19, 2021), Anastasia Conte (Nazionale pallacanestro 3x3 Under-23, 2022).

## Vittorie in competizioni nazionali

### Coppa Italia A2 del 2018
Nel 2018 il Basket Team Crema vinceva la sua prima competizione nazionale. Raggiungeva il diritto a disputare la Coppa Italia A2 grazie alla classifica avulsa. Batteva ai quarti l'USE Empoli, in semifinale il Verga Palermo e, quindi, in finale il Progresso Bologna e con Kristina Benić miglior giocatrice della finale.

### Coppa Italia A2 del 2019
Al termine del girone di andata del campionato 2018/2019 conquistava nuovamente il diritto a competere nella Final Eight organizzata a Campobasso nel mese di marzo 2019. Ai quarti di finale batteva l'Andros Palermo; nella partita semifinale vinceva nettamente sul Faenza Basket Project Girls; infine, conquistava la sua seconda Coppa Italia consecutiva battendo in finale l'Akronos Moncalieri per 86 a 75, con la giocatrice Francesca Melchiori designata MVP della finale.

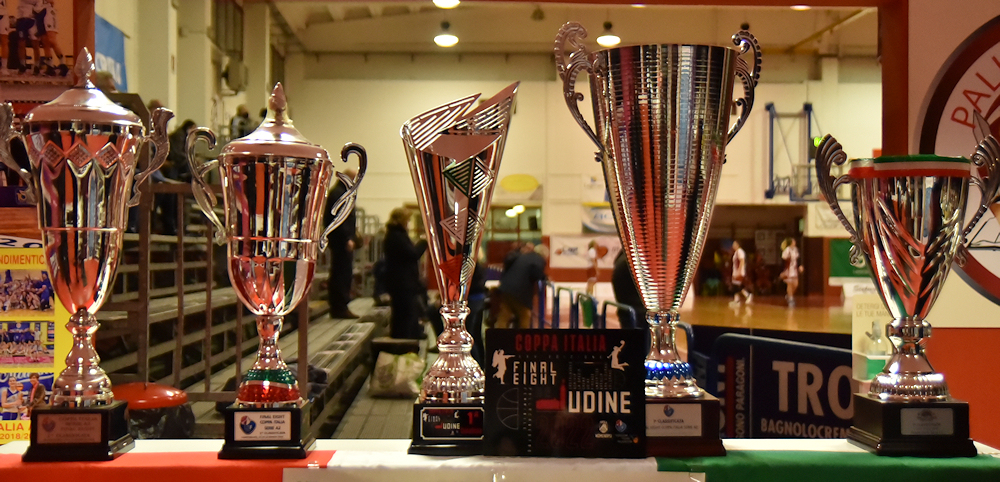
I cinque trofei "Coppa Italia A2" vinti consecutivamente dall'anno 2018 all'anno 2022.

### Coppa Italia A2 del 2020
Al termine del girone d'andata del campionato 2019/2020 il Basket Team Crema si piazzava al secondo posto acquisendo per il terzo anno consecutivo il diritto a partecipare alla Final Eight di Coppa Italia che la Lega Nazionale di basket femminile calendarizzava per il mese di marzo a Moncalieri.
Il sopravvento della pandemia di COVID 19 obbligava la Lega a posticipare la manifestazione, fino alla decisione della Federazione Italiana Pallacanestro di annullare tutta la stagione sportiva.
Le aperture normative estive, conseguenza del miglioramento epidemiologico, consentivano ai vertici della Lega di recuperare la Coppa Italia mettendola in calendario l'ultimo fine settimana del mese di settembre.
Il torneo, confermato a Moncalieri, vedeva il Basket Team Crema dominare ai quarti di finale contro la Pallacanestro Femminile Umbertide; quindi, la squadra batteva in semifinale il Faenza BP Girl, fino alla conquista della sua terza coppa al termine di una combattuta finale contro l'Alpo Basket '99.

### Coppa Italia A2 del 2021
Il girone d'andata della stagione 2020-2021 vedeva la Parking Graf Crema piazzarsi al secondo posto acquisendo il diritto a partecipare alla Final Eight di Coppa Italia per la quarta volta consecutiva. Successivamente la Lega Basket Femminile calendarizzava il torneo dal 12 al 14 marzo 2021 da giocarsi presso il Centro Sportivo San Filippo di Brescia.
La squadra cremasca batteva ai quarti di finale il team casalingo, la RMB Brixia Basket, con il punteggio di 77-61. Nella semifinale molto impegnativa vinceva contro il Bruschi Bk San Giovanni Valdarno per 62-61. La finale veniva giocata contro la Delser Crich Udine; vinta con il punteggio di 73-60; la pivot Alice Nori veniva premiata come mvp della partita.

### Coppa Italia A2 del 2022
Il primo posto acquisito al termine del girone d'andata della stagione 2021/2022 permetteva alla Parking Graf Crema di partecipare per la quinta volta consecutiva alla Coppa Italia A2 calendarizzata dalla Lega Basket Femminile a Udine dal 4 al 6 marzo 2022. La squadra veniva abbinata ai quarti di finale alla Pallacanestro Femminile Umbertide che veniva battuta con il punteggio di 70-57; in semifinale la squadra cremasca vinceva agevolmente sul Basket Club Castelnuovo Scrivia con il largo punteggio di 90-58 acquisendo così il diritto a disputare la sua quinta finale consecutiva di questo torneo che prevedeva lo scontro con il Brixia Basket. Sulla squadra bresciana Crema vinceva con il punteggio di 78-55; prima della consegna della storica coppa veniva premiata quale mvp della partita Francesca Melchiori.

## Le altre squadre
Il Basket Team Crema partecipa con le proprie formazioni ai campionati giovanili di categoria Under 19, Under 17, Under 15, Under 14 e Under 13 regionali. Inoltre, organizza corsi di mini-basket per bambini e bambine dai 6 ai 12 anni.
Dal 2004 il Basket Team Crema sostiene l'attività del Basket Femminile Crema, squadra che dopo la promozione in Serie C al termine del primo campionato di Promozione disputato nella stagione 2004-2005, ha conquistato la promozione in Serie B Regionale al termine della stagione 2009-2010. Promozione sfiorata nella stagione 2007-2008 al termine della quale ha disputato i play-off.

## Roster 2025-2026
Dal sito ufficiale.
| Basket Team Crema | Basket Team Crema |
| Giocatrici        | Staff tecnico     |
| ----------------- | ----------------- |

| 80 | Italia (bandiera)  | G  | Martina Bricchi     | 2011 |  |  |  |
| 11 | Italia (bandiera)  | G  | Paola Caccialanza   | 1989 |  |  |  |
| 6  | Italia (bandiera)  | A  | Nicole Fossati      | 2006 |  |  |  |
| 16 | Italia (bandiera)  | PG | Benedetta Gaudioso  | 2006 |  |  |  |
| 12 | Italia (bandiera)  | PG | Elisa Guerini       | 2003 |  |  |  |
| 2  | Polonia (bandiera) | P  | Aneta Helena Kotnis | 1989 |  |  |  |
| 13 | Italia (bandiera)  | A  | Elena Occhiato      | 2005 |  |  |  |
| 19 | Italia (bandiera)  | A  | Carolina Pappalardo | 1996 |  |  |  |
| 9  | Italia (bandiera)  | C  | Francesca Radaelli  | 2004 |  |  |  |
| 17 | Italia (bandiera)  | PG | Norma Rizzi         | 1993 |  |  |  |
| 22 | Italia (bandiera)  | A  | Francesca Rossi     | 2000 |  |  |  |
| 14 | Italia (bandiera)  | P  | Stefania Severgnini | 2004 |  |  |  |

| Allenatore                                                               |
| - Filippo Bacchini                                                       |
| Assistente/i                                                             |
| - Randy Dean Behring Legenda - (C) Capitano Aggiornato al: 2 agosto 2025 |

## Colori e simbolo
I colori sociali della maglia sono il bianco e il blu. Prevale il bianco durante gli incontri casalinghi, il blu durante le gare in trasferta.

## Palazzetto

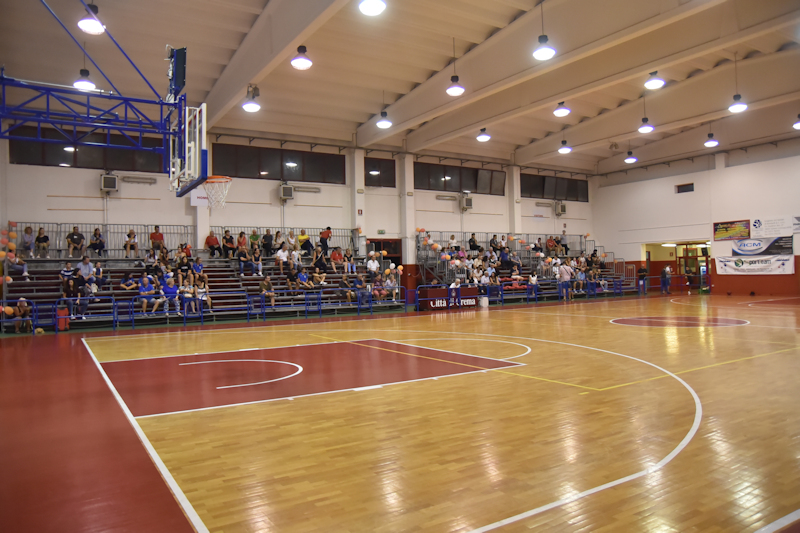
Palestra comunale "Alberto Cremonesi", nel quartiere Ombriano a Crema

Le gare casalinghe si svolgono nella palestra comunale "Alberto Cremonesi" con 408 posti a sedere.

## Presidenti e allenatori
- 1989-1992   Giuseppe Volpini [54]
- 1992-2014   Giuseppe Spinelli [55]
- 2014-2015   Paolo Manclossi-Valentino Bandirali[56]
- 2015-   Paolo Manclossi[1]

- 1996-2003 Susanna Aschedamini[57]
- 2003-2005 Barbara Perotta[58]
- 2005-2006 Vincenzo Sacco[59]
- 2006-2010 Filippo Bacchini[60]
- 2010-2011 Gianluca Pamiro[61]
- 2011-2012 Diego Sguaizer[62]
- 2012-2013 Giancarlo Giroldi[63]
- 2013-2017 Luca Visconti[64]
- 2017-2019 Diego Sguaizer[65][66]
- 2019-2021 Giuliano Stibiel[67][68]
- 2021-2022 Mirco Diamanti[69]
- 2022-2023 Giuseppe Piazza[70]
- 2023-presente Filippo Bacchini[2]

## Palmarès

### Trofei nazionali
- Coppa Italia di Serie A2: 5
2018, 2019, 2020, 2021, 2022

## Statistiche e record

### Partecipazione ai campionati
| Livello | Categoria            | Partecipazioni | Debutto   | Ultima stagione | Totale |
| ------- | -------------------- | -------------- | --------- | --------------- | ------ |
| 1º      | Serie A1             | 1              | 2022-2023 | 2022-2023       | 1      |
| 2º      | Serie A2             | 15             | 2006-2007 | 2021-2022       | 15     |
| 3º      | Serie B d'Eccellenza | 7              | 2001-2002 | 2025-2026       | 7      |
| 4º      | Serie C              | 5              | 1998-1999 | 2024-2025       | 5      |
| 5º      | Promozione           | 6              | 1992-1993 | 1997-1998       | 6      |

### Partecipazione alle coppe

#### Competizioni nazionali
| Competizione          | Partecipazioni | Debutto   | Ultima edizione |
| --------------------- | -------------- | --------- | --------------- |
| Coppa Italia Serie A2 | 6              | 2015/2016 | 2021/2022       |
| Coppa Italia Serie B  | 1              | 2011/2012 | 2011/2012       |